# Tuc deth Miei
El Tuc deth Miei és una muntanya de 2.258 metres que es troba al municipi de Naut Aran, a la comarca de la Vall d'Aran.